# 16. Armee (Japanisches Kaiserreich)
Die 16. Armee (jap. 第16軍, Dai-jūroku-gun) war von 1941 bis 1945 ein Großverband in Korpsgröße des Kaiserlich Japanischen Heeres. Ihr Tsūshōgō-Code (militärischer Tarnname) war Herrsche (治, Osamu).

## Geschichte
Bei der Planung zur Eroberung Südostasiens sollte auch Java erobert werden, das zu Niederländisch-Indien gehörte. Zu diesem Zweck stellte die Südarmee, die mit der Operation vertraut wurde, am 5. November 1941 neben der 14. Armee und 15. Armee auch die 16. Armee unter General Imamura Hitoshi auf, die für ihre Aufgabe auch Niederländisch-Indien-Kampfgruppe genannt wurde. Ihr unterstanden im November 1941 die 2. Division sowie die 35. Selbstständige Gemischte Brigade. Die 56. Division stellte ihre komplette 56. Infanteriebrigade (auch Sakaguchi Detachement nach ihrem Befehlshaber Generalmajor Sakaguchi Shizuo genannt) der 16. Armee zur Verfügung, die nach erfolgreicher Operation wieder zu ihrer Stammeinheit zurückkehrte, die inzwischen an der Invasion Burmas teilnahm. Des Weiteren verfügte die Armee über verstärkte Artillerie-, Pionier- und Transporteinheiten. Im Dezember stieß die 38. Division und im März 1942 die 48. Division dazu, was die Gesamtstärke der Armee auf ca. 70.000 Mann brachte.
Nachdem Hongkong, Sumatra, Borneo und Malaysia Ende 1941, Anfang 1942 erobert worden waren, erhielt die 16. Armee ihre Einsatzziele. In der zweiten Phase der Eroberung Südostasiens landete das 229. Regiment am 20. Februar 1942 auf portugiesisch Timor bei Dili und hielt es besetzt. Während der Invasion Javas ging das 230. Regiment am 1. März 1942 bei Kragan auf Java an Land, unterstützt von der 48. Division. Die 2. Division ging am 1. März bei Serang an Land und bekämpfte bis 8. März den alliierten Widerstand. Für die Unterstützung auf See stellt das Daihon’ei der 16. Armee die 2. Flotte zur Verfügung.
Nachdem die Eroberung Niederländisch-Indiens abgeschlossen war, wurden die 2. und 38. Division an die am 18. Mai 1942 neuaufgestellte 17. Armee abgegeben. Mitte 1942 wurde die 48. Division der 19. Armee unterstellt und nach Timor verlegt, das ab Februar 1942 während der Invasion von Timor erobert worden war.
Die Reste der Armee waren anschließend mit Garnisonsdienst in den besetzten Gebieten beauftragt. Im März 1944 wurde die 16. Armee der 7. Regionalarmee unterstellt.
Nach der Kapitulation Japans erfolgte im September 1945 ihre Auflösung.

## Armeeführung

### Oberbefehlshaber
|    | Name                             | Von              | Bis              |
| -- | -------------------------------- | ---------------- | ---------------- |
| 1. | General Imamura Hitoshi          | 6. November 1941 | 9. November 1942 |
| 2. | Generalleutnant Harada Kumakichi | 9. November 1942 | 7. April 1945    |
| 3. | Generalleutnant Nagano Yūichirō  | 7. April 1945    | September 1945   |

### Stabschefs
|    | Name                                | Von               | Bis               |
| -- | ----------------------------------- | ----------------- | ----------------- |
| 1. | Generalleutnant Okazaki Seizaburō   | 6. November 1941  | 10. Juni 1943     |
| 2. | Generalleutnant Kokubu Shinshichirō | 10. Juni 1943     | 14. November 1944 |
| 3. | Generalmajor Yamamoto Moichirō      | 14. November 1944 | September 1945    |

## Untergeordnete Einheiten
Gliederung der 16. Armee wie folgt:

### 1941
November 1941:
- 16. Armee-Stab
- 2. Division
- 38. Division (ab 14. Dezember 1941)
- 35. Selbstständige Gemischte Brigade
- 56. Infanterie-Gruppe (Infanteriebrigade der 56. Division, auch Sakaguchi Detachement genannt)
- 17. Selbstständiges Feldartillerie-Regiment
- 1. Selbstständiges Pionier-Regiment
- 39. und 109. motorisiertes Transport-Regiment

### 1942
Ab 1. März 1942:
- 16. Armee-Stab
- 2. Division
- 38. Division
- 48. Division
- 35. Selbstständige Gemischte Brigade
- 56. Infanterie-Gruppe
- 17. Selbstständiges Feldartillerie-Regiment
- 1. Selbstständiges Pionier-Regiment
- 39. und 109. motorisiertes Transport-Regiment

### 1944
- 27. Selbstständige Gemischte Brigade
- 28. Selbstständige Gemischte Brigade